# Kemar Bailey-Cole
Kemar Bailey-Cole (Saint Catherine, 10 de janeiro de 1992) é um velocista jamaicano, campeão olímpico e mundial.
Se classificou para representar a Jamaica nas Olimpíadas de Verão de 2012, em Londres, com um recorde pessoal de 10.00 segundos nas seletivas nacionais para os 100 metros rasos, obtendo a quinta melhor marca e uma vaga na equipe de revezamento 4×100 m. Após os Jogos, ele melhorou seu tempo nos 100 m para 9.97 s, em Bruxelas.
Nas finais do Campeonato Nacional Jamaicano de 2013, Bailey-Cole terminou a corrida dos 100 m em 9,98 segundos, perdendo apenas para Usain Bolt (9,94), se classificando para o Campeonato Mundial, em Moscou. Nas semifinais do mundial estabeleceu um recorde pessoal de 9,93 segundos, onde ficou em segundo lugar na bateria atrás apenas do compatriota Nickel Ashmeade. No entanto, conseguiu apenas o quarto lugar na final, fora das posições de medalha. A redenção veio na final do revezamento 4x100 m, onde integrou a equipe campeã ao lado de Bolt, Ashmeade e Nesta Carter.
Nos Jogos da Commonwealth de 2014, Bailey-Cole correu a final dos 100 m em 10,00 segundos para conquistar a medalha de ouro, batendo o inglês Adam Gemili, que levou a prata, e o compatriota Nickel Ashmeade, medalhista de bronze. Nos 4x100 m conquistou outro ouro ao lado de Bolt, Ashmeade e Jason Livermore.
Fez parte da equipe de revezamento da Jamaica, que conquistou a medalha de ouro nos Jogos Olímpicos de 2016, no Rio de Janeiro, onde disputou apenas as eliminatórias.